# Чемпионат России по современному пятиборью 2014
XXII Чемпионат России по современному пятиборью 2014 года прошёл в Москве с 23 по 26 июля 2014 года.
Всего на старт соревнований вышло 60 спортсменов. Награды были разыграны в лично-командном первенстве. Лидеры сборной страны Александр Лесун и Илья Фролов по решению главного тренера Андрея Моисеева и старшего тренера сборной России Григория Бремеля пропустили эти соревнования.
По итогам полуфиналов борьбу продолжили 36 участников. Звание чемпиона России 2014 года в личном первенстве среди мужчин было разыграно в субботу 26 июля.
Полуфинал «А»
1. Максим Кустов — 1136. 2. Александр Савкин — 1133. 3. Илья Шугаров (все — Москва) — 1133.
Полуфинал «В»
1. Павел Секретев (Ростовская область) — 1137. 2. Артём Недов (Москва)- 1125. 3. Дмитрий Соколов (Нижегородская область) — 1122.

## Чемпионат России. Личное первенство
25-26 июля 2014 года. Поселок «Северный».
- Фехтование.

В фехтовании лучший результат показал Радик Даутов, ставший единственным, кто набрал гроссмейстерские 250 очков (1000 по старой системе). 6 очков уступили лидеру сразу трое — Роман Дьячков, Егор Пучкаревский и Илья Шугаров.
- Плавание.

В плавании лучший результат показал Максим Кустов, но Даутов сумел сохранить за собой первое место с 602 очками. Всего 4 балла по сумме двух видов проигрывал ему Дьячков.
- Конкур.

Максимальные 300 баллов набраk только Сергей Карякин, но не слишком удачное выступление в фехтовании не позволило ему подняться перед комбайном выше 10 места. Кустов, получил три штрафных очка. Всего 1 секунду уступаил ему Роман Дьячков, 5 секунд — Егор Пучкаревский, 17 — Дмитрий Соколов.
- Конкур. Комбайн.

После первого дня турнира лидировал Кустов, в комбайне первым на дистанцию с отрывом в 9 секунд ушел Роман Дьячков, который накануне уступал Кустову 1 очко — в конкуре Дьячков был оштрафован на 10 баллов, однако его тренеры подали протест, который рассматривался по окончании соревнований в верховой езде. Так как спортсмены, занимавшие места в нижней части турнирной таблицы, выступали в субботу утром, то и протест был рассмотрен и удовлетворен также в субботу. Таким образом, Дьячкову вернули 10 очков, которые вывели его на первое место по итогам трех видов программы.
Соперники быстро отыграли гандикап, и вскоре единоличным лидером стал Кустов. Он и финишировал первым, впервые выиграв золотую медаль чемпиона страны в личном первенстве. Егор Пучкаревский занял второе место, а 2010 Сергей Карякин с 10-й строчки переместился на третью. Вместе с Александром Савкиным и Максимом Кузнецовым он завоевал «золото» в командном турнире.

## Итоговые результаты. Чемпионат России
- Личное первенство. Итоговые результаты.

| Место | Спортсмен         | Город, Республика     | Сумма |
| 1.    | Кустов Максим     | Москва                | 1521  |
| 2.    | Пучкаревский Егор | Москва                | 1495  |
| 3.    | Карякин Сергей    | Москва                | 1480  |
| 4.    | Дьячков Роман     | Москва                | 1474  |
| 5.    | Беляков Кирилл    | Нижегородская область | 1471  |
| 6.    | Шерстюк Максим    | Москва                | 1460  |
| 7.    | Соколов Дмитрий   | Нижегородская область | 1454  |
| 8.    | Савкин Александр  | Москва                | 1451  |
| 9.    | Бурцев Семен      | Москва                | 1450  |

Командное первенство.
1. Москва (Сергей Карякин, Александр Савкин, Максим Кузнецов) — 4369.
2. Нижегородская область (Беляков, Дмитрий Соколов, Алексей Белоусов) — 4346.
3. Ростовская область (Павел Секретев, Евгений Резеньков, Юрий Иващенко) — 4141.
4. Самарская область — 4026.
5. Московская область — 3534.

3 Санкт-Петербург — 3210.

## Чемпионат России. Эстафеты
12-13 сентября 2014 года. Поселок «Северный».
Как у мужчин, так и у женщин, победили команды Москвы. В мужском турнире москвичи заняли два первых места.
Мужчины
1. Москва-1 (Семён Бурцев, Данил Калимуллин, Радик Даутов) — 1578.
2. Москва-2 (Зарамук Шабатоков, Артём Недов, Максим Шерстюк) — 1517.
3. Санкт-Петербург (Андрей Панькин, Игорь Бондарев, Артур Ширинов) — 1482.
4. Самарская область — 1451.
5. Ростовская область — 1437.
6. Краснодарский край — 1355.

Женщины
1. Москва (София Серкина, Полина Матюхевич, Александра Саввина) — 1183.
2. Московская область (Элизабет Родригес, Анастасия Тихонова, Зарина Насырова) — 1160.
3. Санкт-Петербург (Мария Волегова, Полина Грибова, Екатерина Орешкина) — 1026.
4. Самарская область — 951.
5. Башкортостан — 851.